# Black Anima
| Оценки критиков    | Оценки критиков |
| Источник           | Оценка          |
| ------------------ | --------------- |
| AllMusic           | [ 2 ]           |
| Blabbermouth       | 6/10            |
| Kerrang!           | [ 4 ]           |
| Metal Hammer       | [ 5 ]           |
| The Spill Magazine | 8/10            |

Black Anima — девятый студийный альбом итальянской готик-метал-группы Lacuna Coil. Альбом был выпущен лейблом Century Media Records 11 октября 2019 года. Запись проходила в студии BRX в Милане. Это первый альбом с участием барабанщика Ричарда Мейца, также входящего в итальянскую симфо-дэт-метал-группу Genus Ordinis Dei. 15 июля 2019 года предыдущий барабанщик Райан Блейк Фолден объявил через Instagram, что он не играет в Black Anima и не будет гастролировать за пределами США. Ричард Мейц был официально объявлен новым барабанщиком Lacuna Coil на странице Genus Ordinis Dei в Facebook.
Главный сингл с альбома, «Layers of Time», был выпущен 26 июля 2019 года. Группа отправилась в турне Disease of the Anima в поддержку альбома с со-хедлайнером All That Remains и специальными гостями, Bad Omens, Toothgrinder, Uncured и Eximious.

## Предыстория
27 мая 2016 года Lacuna Coil выпустили свой восьмой студийный альбом, Delirium. Для продвижения альбома группа отправилась в несколько туров в качестве хэдлайнеров по Соединенным Штатам, Европе и Южной Америке с такими группами, как Halestorm, 9ELECTRIC, Stitched Up Heart и Butcher Babies. В августе 2017 года они также были хедлайнерами в The Ultimate Principle Tour совместно с голландской симфо-метал-группой Epica. После того, как продвижение Delirium закончилось, группа отыграла единичный концерт, посвященный 20-летию группы, который состоялся 19 января 2018 года в Лондоне. Это живое выступление позже стало концертным DVD The 119 Show: Live In London, выпущенным в ноябре 2018 года.
В мае 2019 года вокалистка Кристина Скаббиа намекнула на девятый студийный альбом группы через Instagram, объявив, что они идут в студию для записи. 5 июля 2019 года аккаунты группы в социальных сетях стали черными. В последующие дни в аккаунтах группы в социальных сетях появились два символа, стилизованные под футарки, которые напоминали буквы B и A. Только 8 июля 2019 года группа загрузила изображение названия альбома и даты релиза на свой официальный веб-сайт, официальные аккаунты в социальных сетях и личные аккаунты в социальных сетях. Веб-сайт лейбла звукозаписи группы Century Media Records опубликовал пресс-релиз с объяснением названия от Скаббиа. Она пишет: «Blck Anima — это все мы. Это ты и это я, это всё, что мы прячем и яростно выставляем напоказ миру, который наполовину спит. Это затуманенное зеркало, в которое мы вглядываемся в поисках истины. Это жертва и боль, это справедливость и страх, это ярость и месть, это прошлое и будущее… Человеческие существа в великолепии тревожащей двусмысленности. Чёрная сердцевина, которая уравновешивает все это … поскольку без тьмы свет никогда бы не существовал. Мы с гордостью представляем вам нашу новую работу и не можем дождаться, чтобы заключить вас в наши объятия. Мы и есть Anima».
15 июля 2019 года группа загрузила промо-фотографию в свои аккаунты в социальных сетях. 19 июля 2019 года была обнародована обложка альбома.

## Продвижение
2 июля 2019 года музыкальный магазин Looney Tunes, расположенный в Нью-Йорке, объявил о встрече с обоими вокалистами, Кристиной Скаббиа и Андреа Ферро, которая состоялась 25 июля 2019 года. На своем официальном сайте они написали: «Те, кто посетит это мероприятие, будут ПЕРВЫМИ людьми в США, которые услышат треки с этого нового альбома! У вас будет возможность познакомиться с группой, сфотографироваться с нашим профессиональным фотографом и получить эксклюзивный постер мероприятия, подписанный группой!». Поклонникам пришлось бы предварительно заказать компакт-диск Black Anima или одну из двух виниловых пластинок чёрного или розового цвета. Это был первый предварительный заказ альбома.
17 июля 2019 года группа объявила об «эксклюзивном прослушивании альбома», спонсируемом Century Media Records и Metal Hammer, которое состоялось 6 сентября 2019 года в «туристической достопримечательности», London Dungeon на Вестминстер Бридж роуд. Редактор Metal Hammer Мерлин Олдерслейд писала: «Metal Hammer были гордыми сторонниками Lacuna Coil на протяжении двух десятилетий, поэтому, когда мы искали группу, которая помогла бы нам создать что-то особенное в прекрасном London Dungeon, им не потребовалось много времени, чтобы присоединиться к нам».
25 июля 2019 года Rolling Stone объявили, что Lacuna Coil присоединится к таким артистам, как Third Eye Blind, Spiritualized и Saves The Day, чтобы принять участие в шестой ежегодной кампании Ten Bands One Cause, благотворительном мероприятии, оказывающей поддержку онкологическим больным и их близким. Релиз 2019 года совпадёт с Национальным месяцем осведомленности о раке молочной железы в октябре, и все вырученные средства пойдут в пользу Gilda's Club в Нью-Йорке.

### Турне
Для продвижения альбома Lacuna Coil присоединились к All That Remains в совместном тура Disease of the Anima, который начался 15 сентября 2019 года в Уэбстер-холле в Нью-Йорке. Ферро сказал: «Это убийственная программа, которая сведёт вас с ума! Мы не можем дождаться, когда снова выйдем на ваши площадки и увидим вас всех».
После тура Disease of the Anima, Eluveitie сопровождала Lacuna Coil в совместном туре по Европе и Великобритании, который начался 2 ноября 2019 года в клубе Demodé в Бари, Италия. Ферро добавляет: «Вот почему мы действительно рады объединиться с Eluveitie и нашими приятелями из Infected Rain для создания этого фантастического тура. Альбом довольно разнообразный и интересный, и мы не можем дождаться, когда сможем представить его по всей Европе. Мы сыграем некоторые из наших классических песен и представим несколько новых вещей! Мы знаем, что этот тур обещает быть потрясающим, и мы знаем, что фанатам это понравится так же, как и нам!».

### Синглы
«Layers of Time», первый сингл с альбома, был выпущен в цифровом виде и на потоковых сервисах 26 июля 2019 года. Lacuna Coil объединилась с режиссёром Роберто Чинарди (он же SaKu) для съемок клипа на песню «Layers of Time». SaKu ранее работал с группой над другими видеоклипами, такими как «Spellbound», «I Won't Tell You», «End of Time» и короткометражным фильмом для их альбома Dark Adrenaline, «Темные пассажиры» (англ. Dark Passengers).

## Музыка и тематика песен
В интервью, данном в июле 2019 года на Rock Fest для hardDrive Radio, Скаббиа сказала, что anima — это итальянское слово, обозначающее душу, поэтому название пластинки переводится как «черная душа». Она описала новую музыку как «более тяжелую и мрачную», пошутив, что объяснение было клише, но возразила: «На самом деле это правда!»
Она также сказала интервьюеру Лу Бруту: «Этот альбом удивит многих людей, потому что мы экспериментировали со многими вещами по-разному, вокально и музыкально… Кто-то сказал нам, что это звучит почти так, как если бы вы вошли в собор и обнаружили внутри космический корабль. Это странное сочетание звуков, которое действительно трудно описать».
Развивая концепцию, Ферро сказал: «Это очень сложная пластинка с множеством разных слоёв. Мы много экспериментируем с текстами песен о взрослении, о нашей жизни, переживании потерь или других вещах, которые вы узнаёте в зрелом возрасте. Мы почувствовали связь с людьми, которых больше нет с нами, поэтому мы решили поговорить об этой связи, которую мы чувствуем за пределами жизни». Скаббиа также сообщила, что тематика альбома будет «вращаться вокруг книги».
Альбом получил в целом положительные отзывы музыкальных критиков. Критик Allmusic Нил З. Янг дал альбому положительный отзыв, особенно похвалив песню «Layers of Time», сказав, что «Кристина Скаббиа и Андреа Ферро исполнили эту песню как типичный блокбастер». Он заканчивает рецензию заявлением, что «Black Anima проникает в суть человеческих эмоций и обеспечивает желанное взросление группы».

## Список композиций
Слова и музыка всех песен — Lacuna Coil.
| №                   | Название                   | Длительность |
| ------------------- | -------------------------- | ------------ |
| 1.                  | «Anima Nera»               | 2:27         |
| 2.                  | «Sword of Anger»           | 3:55         |
| 3.                  | «Reckless»                 | 3:06         |
| 4.                  | «Layers of Time»           | 4:08         |
| 5.                  | «Apocalypse»               | 4:17         |
| 6.                  | «Now or Never»             | 4:41         |
| 7.                  | «Under the Surface»        | 4:14         |
| 8.                  | «Veneficium»               | 6:11         |
| 9.                  | «The End Is All I Can See» | 4:16         |
| 10.                 | «Save Me»                  | 4:37         |
| 11.                 | «Black Anima»              | 3:23         |
| Общая длительность: | Общая длительность:        | 45:14        |

| №                   | Название               | Длительность |
| ------------------- | ---------------------- | ------------ |
| 12.                 | «Black Feathers»       | 4:12         |
| 13.                 | «Through the Flames»   | 5:30         |
| 14.                 | «Black Dried Up Heart» | 3:49         |
| 15.                 | «Naughty Christmas»    | 3:21         |
| Общая длительность: | Общая длительность:    | 58:46        |

## Участники записи
- Кристина Скаббия — женский вокал
- Андреа Ферро — мужской вокал
- Диего Каваллотти — гитара
- Марко Коти Дзелати — бас-гитара, клавишные
- Ричард Мейц — ударные

## Позиции в чартах
| Чарт (2019)                       | Высшая позиция |
| --------------------------------- | -------------- |
| Австралия (ARIA)                  | 47             |
| Австрия (Ö3 Austria)              | 37             |
| Бельгия/Фландрия (Ultratop)       | 35             |
| Бельгия/Валлония (Ultratop)       | 28             |
| Великобритания (UK Albums Chart)  | 45             |
| Германия (Offizielle Top 100)     | 15             |
| Испания (PROMUSICAE)              | 22             |
| Италия (FIMI)                     | 23             |
| Канада (Canadian Albums Chart)    | 96             |
| США (Billboard 200)               | 87             |
| Франция (SNEP)                    | 65             |
| Швейцария (Schweizer Hitparade)   | 13             |
| Шотландия (Scottish Albums Chart) | 10             |